# پراوینستاون (ماساچوست)
پراوینستاون (به انگلیسی: Provincetown) شهرکی در ایالت ماساچوست، ایالات متحده آمریکا است.

## نگارخانه

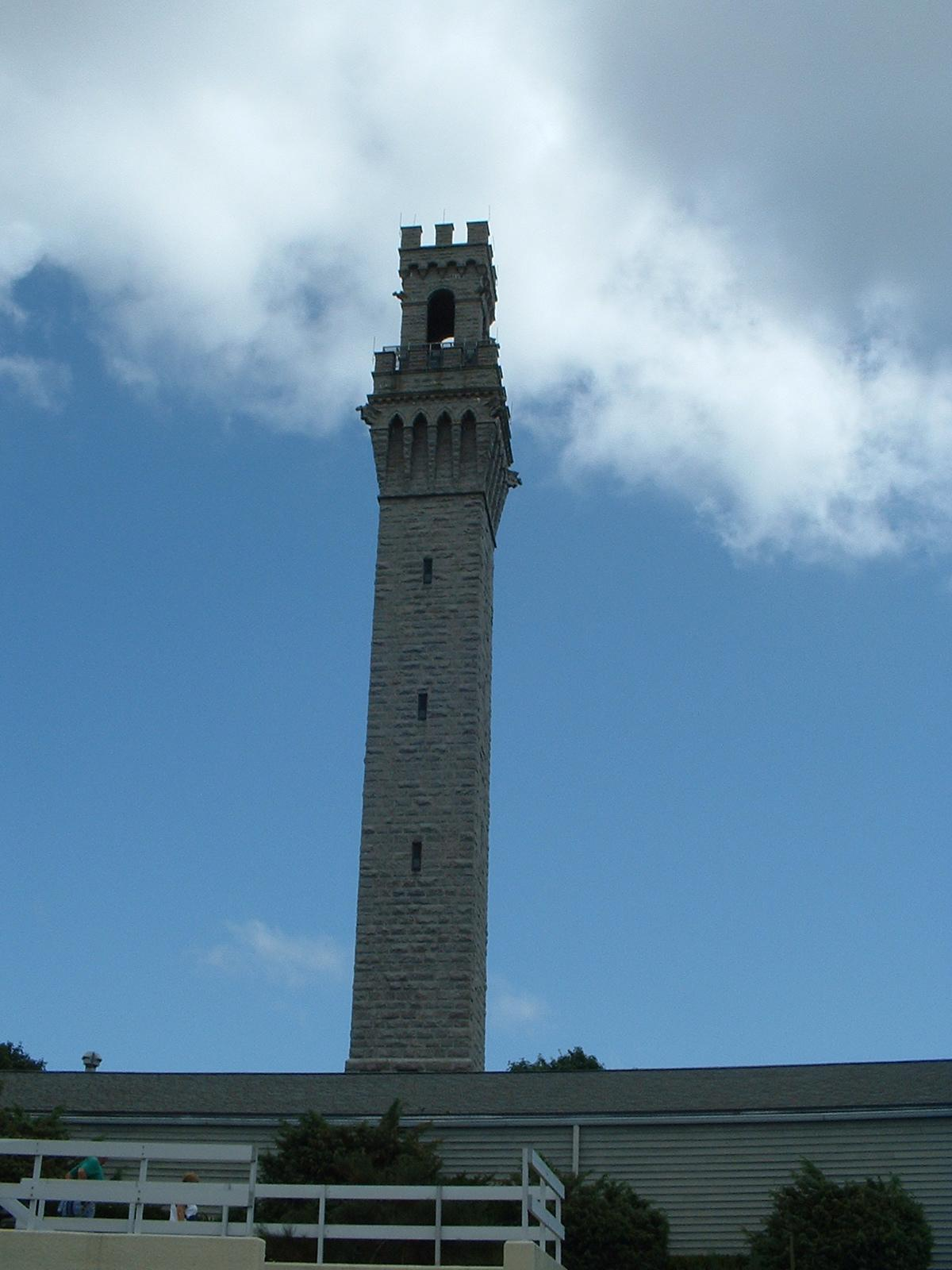
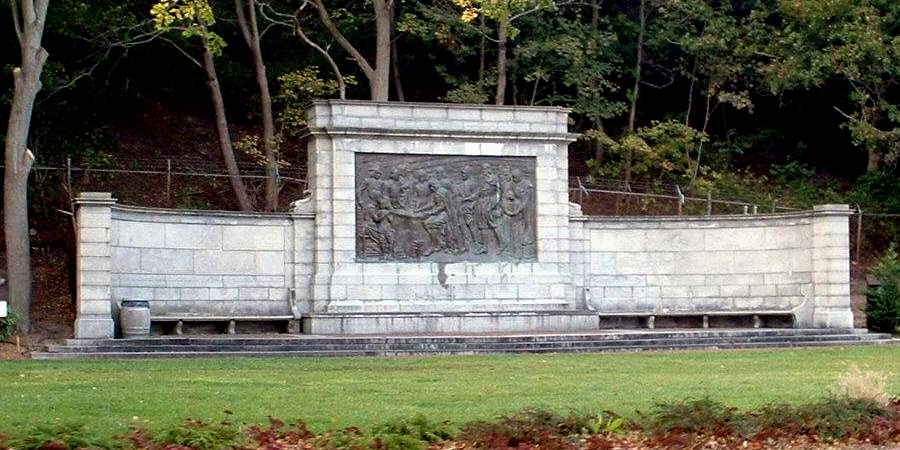
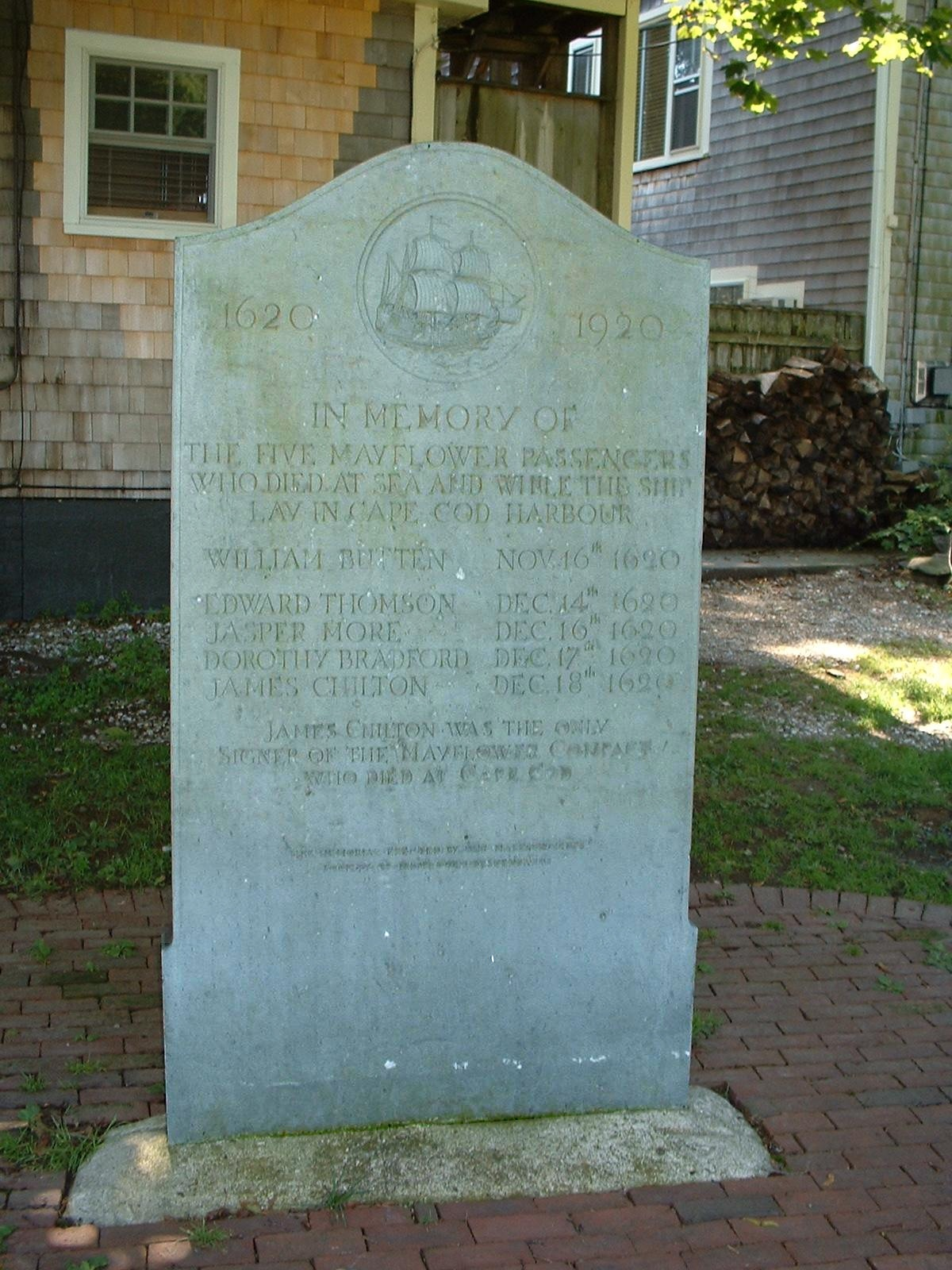
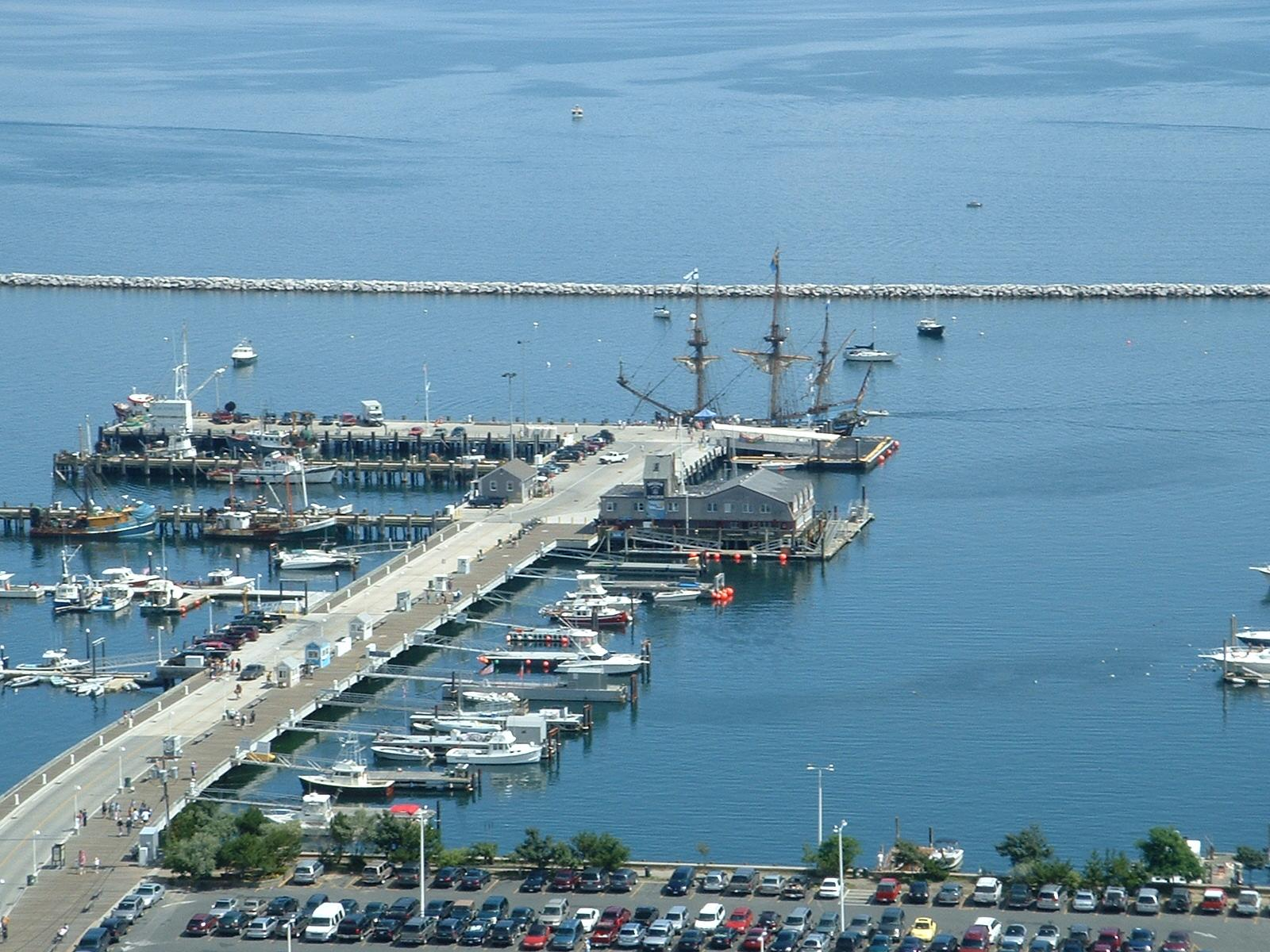
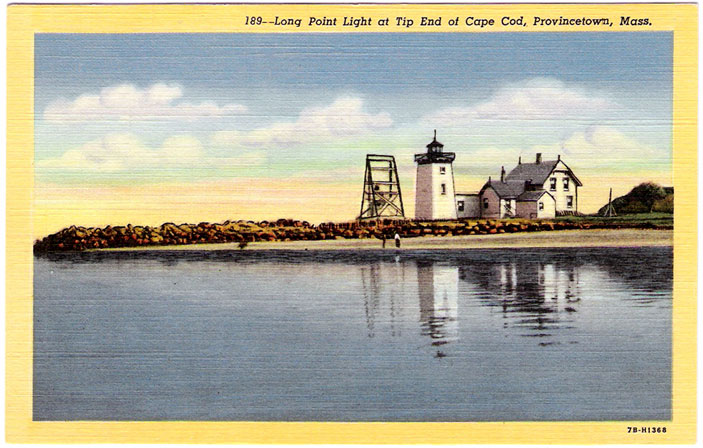
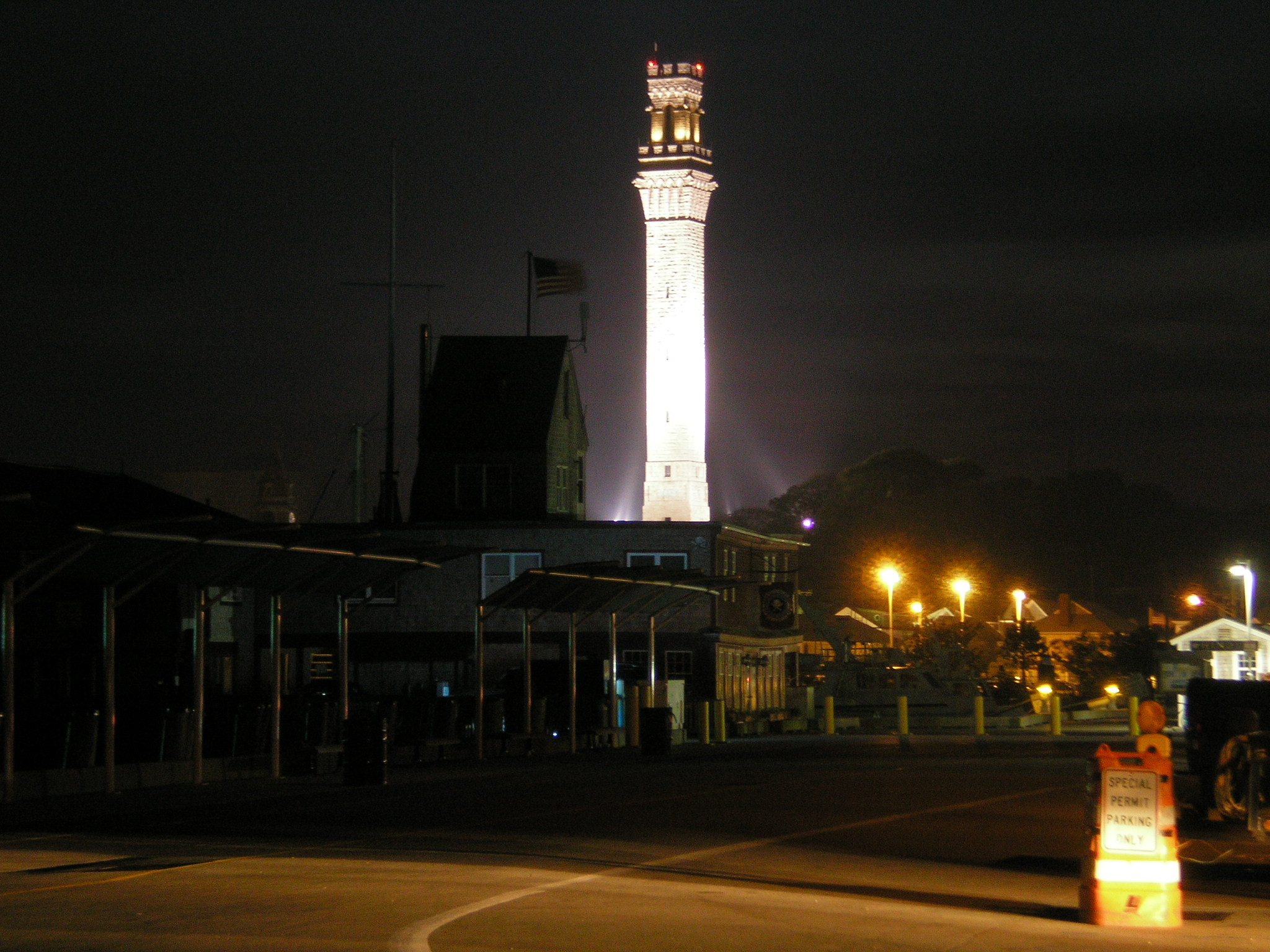
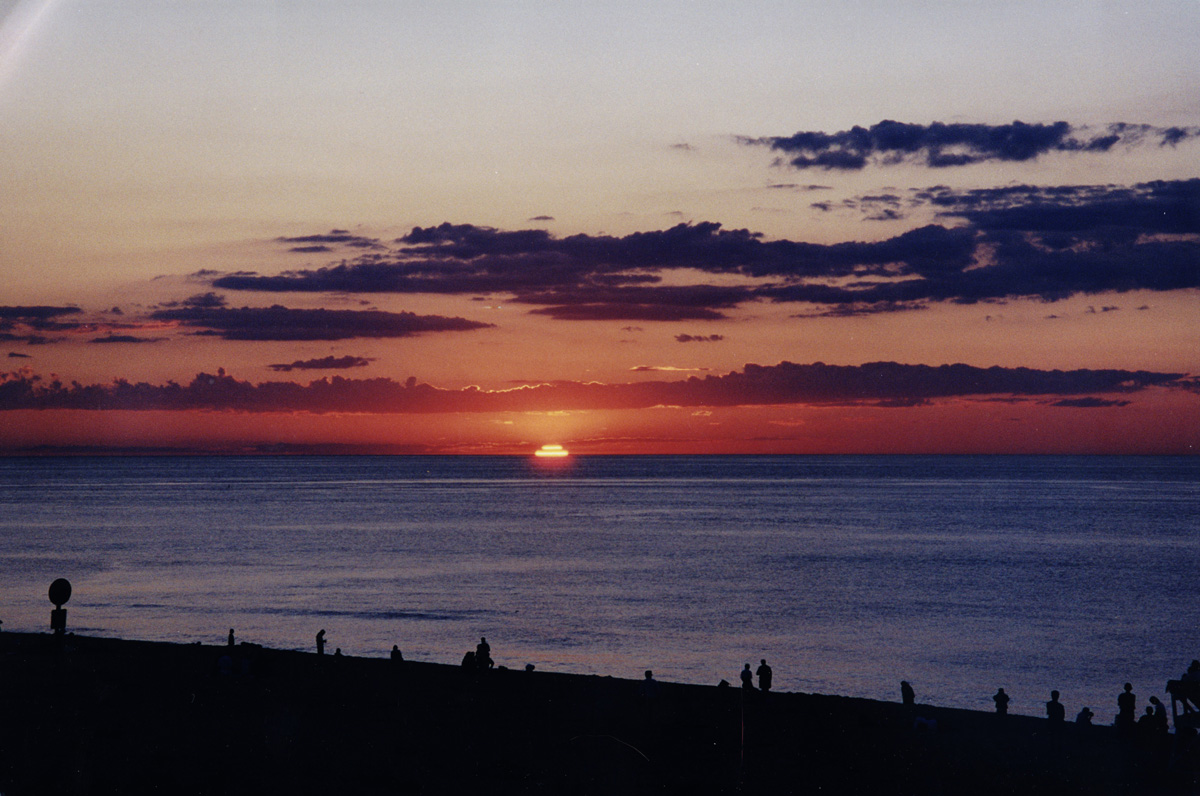
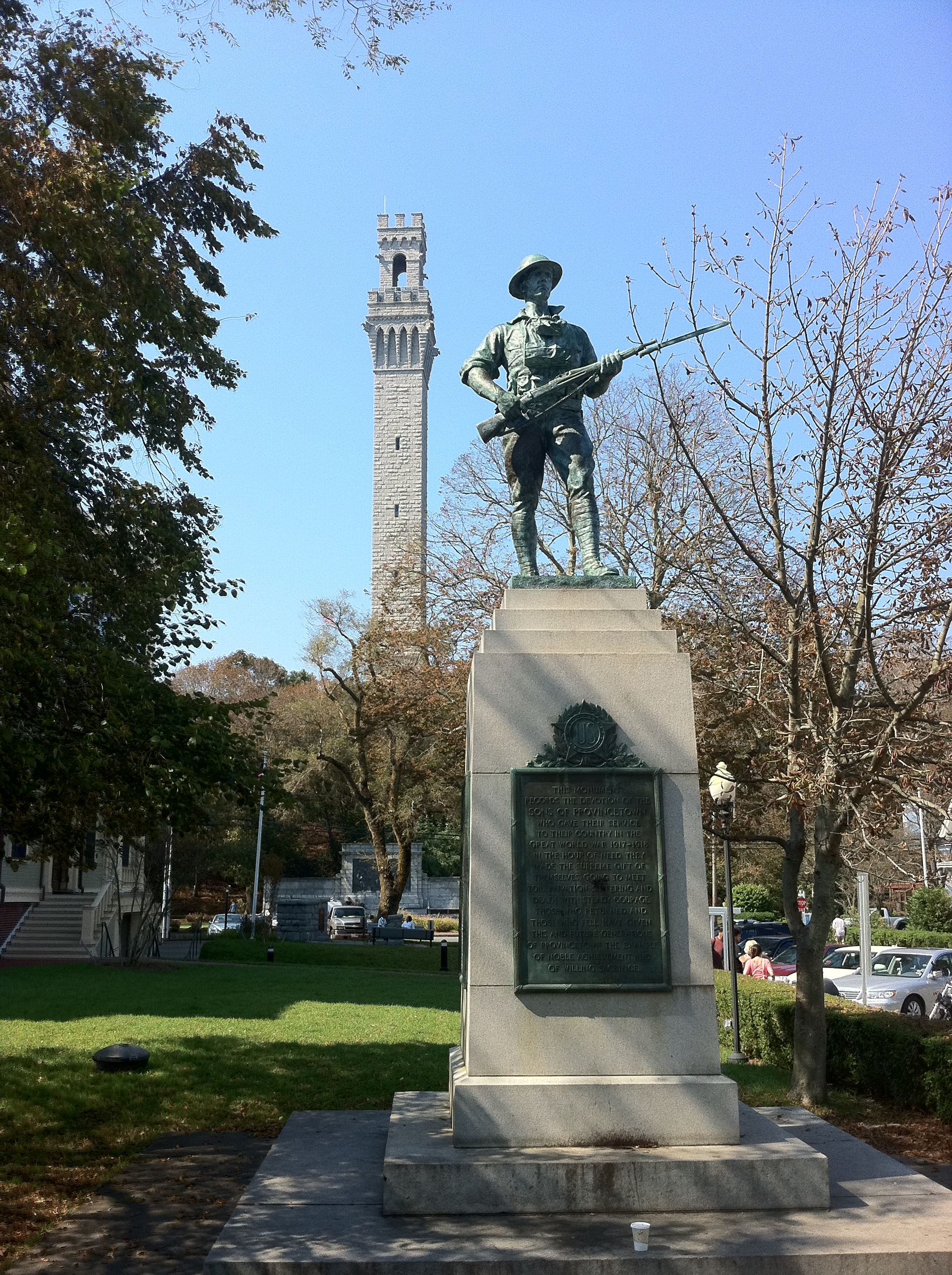